# Contea di Washington (Texas)
La contea di Washington in inglese Washington County è una contea dello Stato del Texas, negli Stati Uniti. La popolazione al censimento del 2010 era di 33 718 abitanti. Il capoluogo di contea è Brenham, che si trova nei pressi del fiume Brazos. La contea è stata creata nel 1835 come municipalità del Messico, prima di essere organizzata nel 1837 come contea texana. Il suo nome deriva da George Washington, il primo Presidente degli Stati Uniti d'America.

## Geografia
| Anno | Popolazione | ±%     |
| ---- | ----------- | ------ |
| 1850 | 5,983       | Note:  |
| 1860 | 15,215      | 154.3% |
| 1870 | 23,104      | 51.9%  |
| 1880 | 27,565      | 19.3%  |
| 1890 | 29,161      | 5.8%   |
| 1900 | 32,931      | 12.9%  |
| 1910 | 25,561      | −22.4% |
| 1920 | 26,624      | 4.2%   |
| 1930 | 25,394      | −4.6%  |
| 1940 | 25,387      | 0.0%   |
| 1950 | 20,542      | −19.1% |
| 1960 | 19,145      | −6.8%  |
| 1970 | 18,842      | −1.6%  |
| 1980 | 21,998      | 16.7%  |
| 1990 | 26,154      | 18.9%  |
| 2000 | 30,373      | 16.1%  |
| 2010 | 33,718      | 11.0%  |

Secondo l'Ufficio del censimento degli Stati Uniti d'America la contea ha un'area totale di 622 miglia quadrate (1610 km²), di cui 604 miglia quadrate (1560 km²) sono terra, mentre 18 miglia quadrate (47 km², corrispondenti al 2,9% del territorio) sono costituiti dall'acqua.

### Strade principali
- U.S. Highway 290
- State Highway 36
- State Highway 105

### Contee adiacenti
- Brazos County (nord)
- Grimes County (nord-est)
- Waller County (est)
- Austin County (sud)
- Fayette County (sud-ovest)
- Lee County (ovest)
- Burleson County (nord-ovest)